# Lebeděv Lebeď XII
Lebeděv Lebeď XII bylo ruské vojenské průzkumné letadlo vyrobené v průběhu první světové války. Zkušební lety byly zahájeny dne 28. prosince 1915, ale byly přerušeny pro špatné počasí v Petrohradě, kde byla továrna Lebeď umístěna. Testování bylo proto přesunuto do Kyjeva a pak do továrny v Oděse. Kvůli problémům s motory byla sériová výroba zahájena až v listopadu 1916.
Letadlo trpělo poruchami, vyskytovaly se i konstrukční vady, bylo navrženo zastavení produkce. Vzhledem k nedostatku letounů se však tento typ vyráběl až do roku 1918.

## Specifikace

### Technické údaje
- Posádka: 2
- Délka: 7,96 m
- Rozpětí: 13,15 m
- Výška: 3,25 m
- Plocha křídel: 42,0 m²
- Prázdná hmotnost: 820 kg
- Vzletová hmotnost: 1350 kg
- Pohonná jednotka: 1 × vodou chlazený motor Salmson
- Výkon pohonné jednotky: 115 kW (150 hp)

### Výkony
- Maximální rychlost: 135 km/h
- Výdrž: 3 hodiny
- Dostup: 3500 m

### Výzbroj
- 1 × kulomet pro pozorovatele